# Pompeo Ferrucci
Pompeo Ferrucci, född 1565 i Fiesole, död i juli 1637 i Rom, var en italiensk skulptör under barockepoken. 
Ferrucci utförde sina första dokumenterade skulpturer, två putti för Palazzo Pitti i Florens, år 1589. Senare flyttade han till Rom, där han 1607 blev medlem av Accademia di San Luca. Omkring tre år senare, år 1610, utförde han statyn Religionen samt två änglar för kardinal Michele Bonellis gravmonument i Santa Maria sopra Minerva. År 1630 fullbordade Ferrucci skulpturen Sankta Agnes för kyrkan Santa Maria di Loreto. Under slutet av sin levnad skulpterade han kardinal Girolamo Vidonis byst för kyrkan Santa Maria della Vittoria och Pietro Cambis byst för San Giovanni dei Fiorentini.

## Verk i urval
- San Giovanni dei Fiorentini: Pietro Cambis byst (1629–1630)[1]
- Santi Luca e Martina: Heliga Martina (1622)[2]
- Santa Maria di Loreto: Heliga Agnes (1628–1630)[3]
- Santa Maria sopra Minerva: Religionen samt två änglar för kardinal Michele Bonellis gravmonument (1610)[4]
- Santa Maria della Vittoria: gravmonumenten över kardinal Girolamo Vidoni och markis Giovanni Vidoni[5]
- Santissima Trinità dei Pellegrini: Helige Matteus och ängeln (1614; tillsammans med Jacopo Cobaert)[6]
- Palazzo del Quirinale: Madonnan med Barnet (1617; högrelief)[7]